# Lucifero (Emis Killa)
Lucifero è un singolo del rapper italiano Emis Killa, pubblicato il 1º luglio 2022.

## Descrizione
Il brano, scritto da Francesco Stasi, è prodotto da Edoardo Manozzi, in arte Boss Doms.

## Video musicale
Il video musicale, diretto da Marc Lucas e Igor Grbesic, è stato pubblicato il 21 luglio 2022 attraverso il canale YouTube del rapper e vede la partecipazione dell'attrice pornografica Martina Smeraldi.

## Tracce
Testi di Francesco Stasi, musiche di Alessio Buongiorno, Edoardo Di Fazio e Umberto Odoguardi.
1. Lucifero – 2:53